# Dance with My Father (canção)
"Dance with My Father" é a faixa-título do álbum de 2003 do Luther Vandross, Dance with My Father. A música também foi cantada por Céline Dion, Steve Brookstein, Scott Savol, Joe McElderry, Kellie Coffey e Tamyra Grayduring.

## Desempenho
| Tabelas musicais (2003)                        | Melhor posição |
| ---------------------------------------------- | -------------- |
| Estados Unidos - Billboard Hot 100             | 38             |
| Estados Unidos - Hot Adult Contemporary Tracks | 4              |
| Estados Unidos - Billboard R&B/Hip-Hop Songs   | 28             |
| Reino Unido - UK Singles Chart                 | 21             |
| Tabelas musicais (2009)                        | Melhor posição |
| Reino Unido - UK Singles Chart                 | 38             |